# Танана (долина)
Тана́на  (англ. Tanana Valley) — низменная болотистая местность в центральной Аляске, США. Находится на северном склоне Аляскинского хребта, в месте, где начинается равнинный участок реки Танана.

## Климат
Климат Долины резко континентальный, с большими перепадами температур в течение года. Зимой часты сильные туманы. Летом, из-за вечной мерзлоты и обильных осадков, заболачивается. Имеются многочисленные гидролакколиты — бугры с ледяным ядром. Растут еловые леса.

## Население

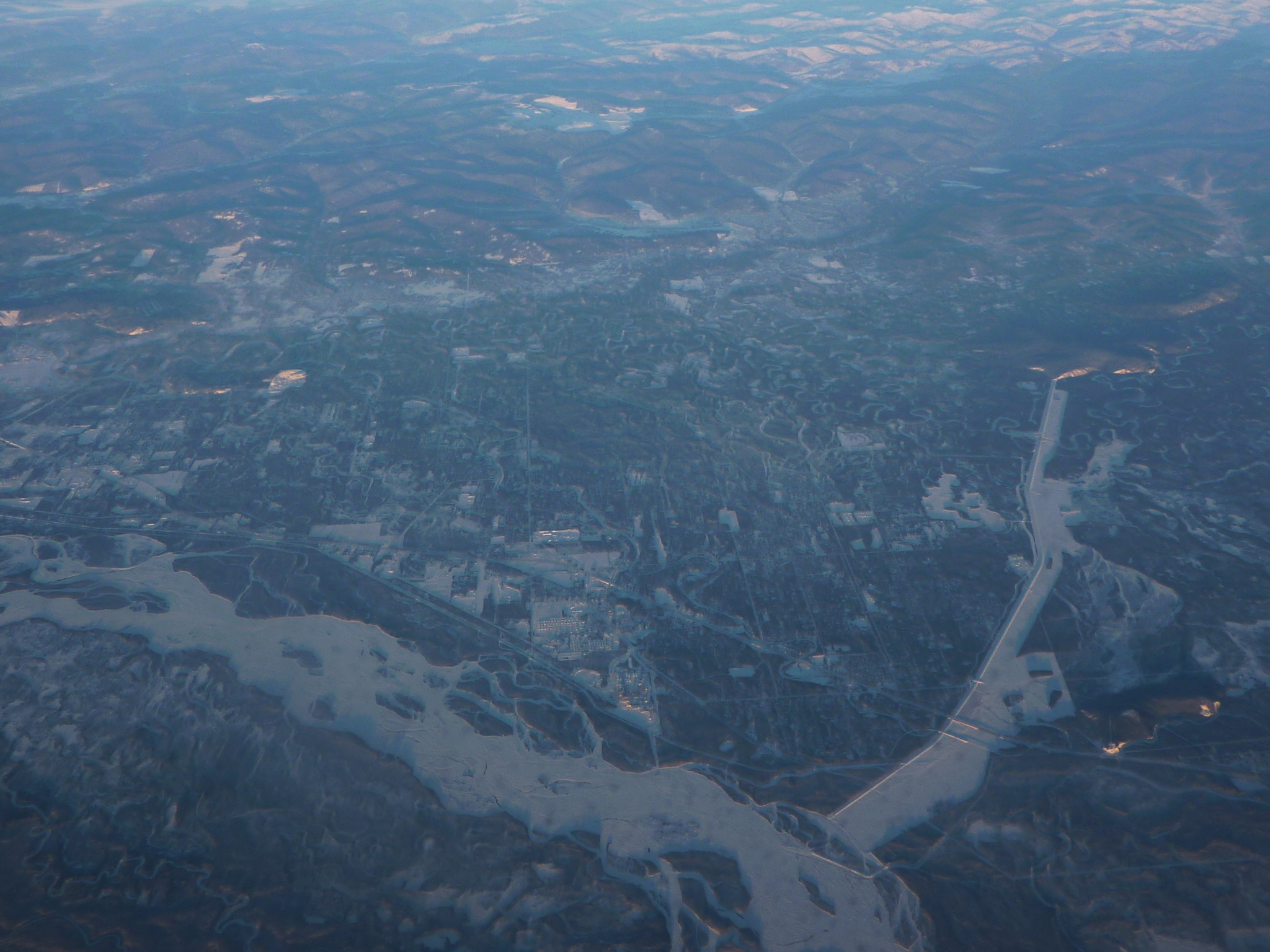
Восточные пригороды Фэрбанкса в долине Тананы

Это самый населённый район Аляски. Крупнейший город Долины — Фэрбанкс. Другие населённые пункты — Колледж, Чина Хот Спрингс, Иэльсон Эйфби, Эстер, Форт Вэйнрайт, Фокс, Мэнли Хот Спрингс, Ненана, Норс Поул, Ту Риверс.

## Археология и палеогенетика
На местонахождении река Восходящего Солнца в останках младенцев USR1 и USR2 возрастом 11,5 тыс. лет, определены митохондриальные гаплогруппы С1b и В2 соответственно. Палеогенетики, исследовавшие геном девочки, жившей в долине Танана ок. 11,5 тыс. лет назад, пришли к выводу, что предки всех американских индейцев одной волной переселились с Чукотки на Аляску в позднем плейстоцене ок. 20−25 тыс. лет назад, до того как Берингия исчезла ок. 20 тыс. лет назад. После этого «древние берингийцы» были в Америке изолированы от Евразии. Между 17 и 14 тыс. лет назад произошло их разделение на северную и южную группы палеоиндейцев из которых сформировались народы, заселившие Северную и Южную Америки.